# AMC Hornet

La AMC Hornet est un modèle d'automobile produit par American Motors Corporation de 1970 à 1977.
C'est avec ce modèle qu'est née la nouvelle génération d'American Motors. Plaisante par le style, elle reste classique dans sa conception. Elle fut présentée pour la première fois en septembre 1969.